# Fredrik Nordenankar
Fredrik Wilhelm Nordenankar, född 19 september 1800 på Hammarstens gods i Grums socken, död 8 april 1858 i Karlstad, var en svensk militär och politiker.

## Biografi
Fredrik Nordenankar var son till översten Johan Fredrik Nordenankar. Han avlade studentexamen i Uppsala 1814 och kansliexamen 1818 samt utnämndes till kornett vid Livregementets husarkår samma år och till major 1837. Nordenankar erhöll överstelöjtnants avsked 1850. Nordenankar deltog i riksdagarna 1828, 1834, 1840, 1844 och 1847. Han hade studerat de anglosaxiska ländernas statsfinansiella system och ville tillämpa dem på svenska förhållanden. Inom Riddarhusets liberala fraktion betraktades Nordenankar som en auktoritet i finansiella frågor och var aktiv medlem av bankoutskottet, dit han invaldes 1834. Nordenankar var verksam vid grundandet av Örebro och Smålands privatbanker och var ledamot av styrelserna för dessa och Värmlands privatbank. Nordenankar var även bruksdisponent. Han blev 1844 ledamot av Krigsvetenskapsakademien.